# I Won't Turn Off My Radio
「I Won't Turn Off My Radio」（アイ・ウォント・ターン・オフ・マイ・レディオ）は、Ken Yokoyamaの3枚目のシングル。2015年7月8日にPIZZA OF DEATH RECORDSから発売された。

## 概要
前作「Not Fooling Anyone」から8年ぶりとなるシングルで、6thアルバム「Sentimental Trash」先行シングル。この楽曲を引っさげて、テレビ朝日系『ミュージックステーション』に出演し、地上波で演奏を初めて行った。
Ken Yokoyamaは「曲自体はすごくシンプルなコードの組み立てで、サビも弾き語りでやるならコード2つだけで歌えちゃう曲。そういうシンプルな、ロックンロール欲が出てきちゃった曲。僕、毎週ヒットチャートを記録してたくらい、ラジオっ子で、自分のノスタルジーがすごく入ってる。そういう自分の風景と、あとは自分とラジオという存在を重ね合わせて、どこまで存在意義はあるんでしょうか、ということを擬人化して書いてみたりした」。シングルとアルバムを一緒に録り、そこでシングルとアルバムに曲を振り分けていったため「シングル単体について話せることって案外少ない」とも話している。

## 収録曲
1. Dance, Sing, Then Think [2:15]
(作詞：Ken, Minami / 作曲：Ken)
2. I Won't Turn Off My Radio [3:34]
(作詞：Ken, Minami / 作曲：Ken)
3. Never Walk Alone [3:48]
(作詞：Ken, Minami / 作曲：Ken)
  -     - 夜中に換気扇の下で煙草を吸っていた際に「俺が今死んだとして…もし俺が死んだら息子はどう思うかな」とふと思い、それを歌詞にしたという。自分の息子が大人になった時にどういう世の中を残せるのか、どういった音楽を残せるのか、どういった表現を残せるのか、というテーマで作られた[3]。
4. Smile [1:09]
(作詞・作曲：Charlie Chaplin, John Turner, Geoffrey Parsons)
  -     - オリジナルは1936年にCharlie Chaplinが発表した同名曲。優しいポジティブさに溢れた曲をパンク・カバーしたら面白いと考えたのと、ド頭に箱モノのギター（今回はグレッチ）で弾きたかったこともあり、収録した[3]。

## クレジット
- Ken Yokoyama
  - Kenny：Vo., Gt.
  - Jun Gray：B., Cho.
  - Matsu The Fuck Ura：Ds.
  - Minami Chan：Gt., Cho.
- Abe Young：Guest Handclap

Dance, Sing, Then Think
- JOJI (dustbox)：Guest Vocal
- Recorded & Mixed by Andrew F. N. (at Studio Wakefield)

I Won't Turn Off My Radio
- Recorded & Mixed by Tsutom Oikawa (at Studio Curva Nord)

Never Walk Alone
- Recorded & Mixed by Tsutom Oikawa (at Studio Curva Nord)

Smile
- Recorded & Mixed by Tsutom Oikawa (at Studio Curva Nord)

- Mastered by Tucky (at Parasight Mastering)